# Зографу
Зографу (на гръцки: Ζωγράφου) е град в Гърция. Населението му е 76 115 жители (2001 г.), а площта 8,517 кв. км. Намира се в часова зона UTC+2. Пощенският му код е 157 xx, телефонният е 210, а кодът на МПС Z. Смята се за предградие на столицата Атина и е разположен на 5 км от центъра на столицата и е част от Атинския метрополен район.

## Личности
Родени в Зографу
- Янис Андетокунбо, гръцки баскетболист